# 東スラヴォニア・バラニャおよび西スレム・セルビア人自治州

東スラヴォニア・バラニャおよび西スレム・セルビア人自治州
Српска област Источна Славонија, Барања и Западни Срем

東スラヴォニア・バラニャおよび西スレム・セルビア人自治州の位置

東スラヴォニア・バラニャおよび西スレム・セルビア人自治州（ひがしスラヴォニア・バラニャおよびにしスレム・セルビアじんじちしゅう、セルビア語: САО Источна Славонија, Барања и Западни Срем / SAO Istočna Slavonija, Baranja i Zapadni Srem）は、クロアチア領内に成立したセルビア人による自治地域。元は1991年にクライナ・セルビア人共和国を構成した州のひとつであった。この自治州は、地理的に東スラヴォニア、バラニャ、西スレム（シルミア、あるいはスリイェムとも）を含んでいる。

## 歴史
クライナ・セルビア人共和国同様、東スラヴォニア自治州はセルビア人議会によって設置が決められ、東スラヴォニアとバラニャ、西スレムを代表するものとされた。クロアチアとスロベニアの独立宣言に対抗して、1991年6月25日に独立を宣言した。翌6月26日にはゴラン・ハジッチ（Goran Hadžić）がその初代大統領であると宣言された。
地域はクライナ・セルビア人共和国の一部として1991年から1995年まで存続した。1995年にクライナの主要部分がクロアチア軍の手に落ちた後、地域は国際連合の国際連合東スラヴォニア・バラニャおよび西スレム暫定統治機構（UNTAES）の監督下におかれ、1998年に平和裏にクロアチアに統合されるまで続いた。セルビア人からは沿ドナウ・クライナ（Podunavska Krajina）、クロアチア人からは沿ドナウ・クロアチア（Croatian Podunavlje）とも呼ばれたが、一般にはスレム・バラニャ州（Srem-Baranja Oblast）と呼ばれた。

## 人口
地域は多民族が入り混じっていた。戦争が始まる前、この地域の総人口は192,163人であり、47%にあたる90,454人はクロアチア人、32%にあたる61,492人はセルビア人、21%にあたる40,217人はその他（マジャル人、ロマ、ドイツ人、ルシン人、スロバキア人など）であった。
戦争中、109,500人のセルビア人がこの地域に居住していた。

## 人口集中地
地域の主な都市はヴコヴァル、ベリ・マナスティル（Beli Manastir）であった。その他にはボロヴォ（Borovo）、ダルダ（Darda）、ダリ（Dalj）、イロク（Ilok）などであった。

## 基礎自治体
自治州が存続していた間、地域には5つの基礎自治体があった。バラニャ地方のベリ・マナスティル、東スラヴォニア地方のダリおよびテニャ（Tenja）、西スレム地方のヴコヴァルおよびミルコヴツィ（Mirkovci）があった。